# Günther Jungbluth
Günther Jungbluth (* 13. November 1912 in Köln-Deutz; † 25. Januar 1976) war ein deutscher Germanist, Literaturwissenschaftler, Übersetzer und Hochschullehrer, der sich bereits in seiner Dissertation als einer der Ersten mit dem aus dem 12. Jahrhundert stammenden niederländisch-deutschen Dichter Heinrich von Veldeke befasste und später weitere Fachbücher zur frühmittelhochdeutschen und deutschen Literatur des hohen Mittelalters veröffentlichte. Daneben verfasste er mehrere Übersetzungen aus der dänischen Sprache über Persönlichkeiten der Kultur Dänemarks.

## Leben

### Studium, Promotion und Professur in Kopenhagen
Jungbluth absolvierte nach dem Abitur ein Studium der Germanistik an der Ludwig-Maximilians-Universität München sowie der Ruprecht-Karls-Universität Heidelberg und legte an der Universität Heidelberg 1937 seine Promotion zum Dr. phil. mit einer Dissertation zum Thema Untersuchungen zu Heinrich von Veldeke ab. Er verfasste damit eine der ersten umfangreichen Abhandlungen über diesen niederländisch-deutschen Dichter des 12. Jahrhunderts. Während dieser Zeit befasste er sich auch mit der Archivbeschreibung von deutschsprachigen Handschriften des 13. und 14. Jahrhunderts in der Universitätsbibliothek Heidelberg wie zum Beispiel zu Barlaam und Josaphat von Rudolf von Ems.
Danach wurde er Wissenschaftlicher Assistent an der Universität Kopenhagen, wo er neben Peter Jørgensen, Heinrich Bach, Steffen Steffensen und Erik Lunding an den Lehrstühlen von Louis L. Hammerich, der die Professur für germanische Philologie, Linguistik und mittelalterliche Philologie innehatte, sowie Carl Roos, der die Professur für deutsche Sprache und Literatur hatte, tätig war. Zugleich war er Anfang der 1940er Jahre in der Dänischen Königlichen Bibliothek zu Kopenhagen mit der Beschreibung der dortigen Archivbestände befasst.
Mitte der 1950er Jahre übernahm er eine Professur an der Universität Kopenhagen und behielt diese bis 1966. Er verfasste dort neben seiner Lehrtätigkeit mehrere Übersetzungen aus der dänischen Sprache, die sich mit kulturellen Persönlichkeiten wie dem bekanntesten Dichter und Schriftsteller Dänemarks, Hans Christian Andersen, dem Bildhauer Bertel Thorvaldsen oder den Philosophen Søren Kierkegaard und Nikolai Frederik Severin Grundtvig befassten.

### Forschungsschwerpunkte und Professur in Bonn
Später veröffentlichte er auch weitere Fachbücher, die sich mit Dichtern der frühmittelhochdeutschen sowie deutschen Literatur des hohen Mittelalters wie Johannes von Tepl (Johannes von Saaz) und Meinloh von Sevelingen beschäftigten. Des Weiteren verfasste er in der Folgezeit Beiträge in dem biografischen Nachschlagewerk Neue Deutsche Biographie wie zum Beispiel zu dem Germanisten Konrad Burdach (1957) oder dem Minnesänger Friedrich von Hausen (1961).
In einer Festschrift zu Ehren des Mediävisten Ulrich Pretzel beschäftigte er sich 1963 umfassend mit dem vermutlich um 1170 entstandenen Gedicht Slâfest du, friedel ziere von Dietmar von Aist, das vermutlich erste Lied der Gattung Tagelied auf deutschsprachigem Boden. Am 14. und 15. Juli 1965 hielt er zwei Gastvorlesungen an der Ludwig-Maximilians-Universität München zu den Themen Ackermannprobleme und Grillparzers „Der arme Spielmann“.
1966 nahm Jungbluth den Ruf auf eine Professur für Germanistische Mediävistik an der Rheinischen Friedrich-Wilhelms-Universität Bonn an und lehrte dort bis zu seinem Tod. 1968 gehörte er neben zahlreichen anderen Hochschulprofessoren zu den Unterzeichnern des Marburger Manifestes gegen die Politisierung der Hochschulen.

## Veröffentlichungen

### Eigene Werke
- Untersuchungen zu Heinrich von Veldeke, Dissertation Universität Heidelberg, 1937, Nachdruck 1976
- Der Ackermann aus Böhmen: Johannes von Tepl/Johannes von Saaz, 2 Bände, Mitherausgeber Louis Leonor Hammerich, Kopenhagen 1951, Heidelberg 1969[10]
- Zu den Liedern Meinlohs von Sevelingen, 1954
- Interpretationen mittelhochdeutscher Lyrik, Bad Homburg vor der Höhe 1969
- Das Rheinland und der Deutsche Orden, Mitautor Heinrich Neu, Böhlau 1969

### Übersetzungen
- Thorvaldsens Museum, Übersetzung des Handkataloges, Kopenhagen 1953, Neuauflagen 1962 und 1974
- Ein Buch über den dänischen Dichter Hans Christian Andersen, sein Leben und sein Werk, Übersetzung des Buches von Svend Dahl und Helge Topsøe-Jensen, Kopenhagen 1955
- Sechs Märchen des dänischen Dichters Hans Christian Andersen, Übersetzung des Buches von Vilhelm Pedersen, Kopenhagen 1955
- Søren Kierkegaards Geschichtsphilosophie, Übersetzung des Buches von Søren Holm, Stuttgart 1956
- Grundtvig und Kierkegaard : Parallelen und Kontraste, Übersetzung des Buches von Søren Holm, Tübingen 1956
- Dänische Literatur 1955, Übersetzung des Buches von Hakon Stangerup, Kopenhagen 1957

## Hintergrundliteratur
- In memoriam Rudolf Haller und Günther Jungbluth: Reden, gehalten am 23. Juni 1976 bei der Akademischen Trauerfeier der Rheinischen Friedrich-Wilhelms-Universität Bonn, 1982[11]